# Volujac (Šabac)
Pour les articles homonymes, voir Volujac.
Volujac (en serbe cyrillique : Волујац) est un village de Serbie situé sur le territoire de la ville de Šabac, district de Mačva. Au recensement de 2011, il comptait 304 habitants.
Un autre village portant le même nom est situé à proximité.

## Démographie

### Évolution historique de la population
| 1948 | 1953 | 1961 | 1971 | 1981 | 1991 | 2002 | 2011 |
| ---- | ---- | ---- | ---- | ---- | ---- | ---- | ---- |
| 625  | 669  | 810  | 701  | 489  | 408  | 382  | 304  |

|  |